# Tokyo Midtown Yaesu
Pour les articles homonymes, voir Midtown.
Tokyo Midtown Yaesu (東京ミッドタウン八重洲, Tōkyō Middotaun Yaesu) est un gratte-ciel à usages mixtes de l'arrondissement spécial de Chūō à Tokyo. Situé dans le quartier de Yaesu, le projet a commencé en 2018. À sa complétion en août 2022, la tour était la dixième plus haute du Japon et sixième du Grand Tokyo.
Conçu par le cabinet américain Pickard Chilton et développé par Mitsui Fudosan, le complexe de Tokyo Midtown Yaesu comprend aussi les bâtiments annexes Yaesu Central Square, Bus Terminal Tokyo Yaesu et l'école primaire Jōtō.

## Histoire
La construction du complexe Tokyo Midtown Yaesu commence en décembre 2018. Elle termine le 31 août 2022. Une partie ouvre dès le 17 septembre 2022, mais la cérémonie d'ouverture a lieu le 10 mars 2023. 

## Apparence et conception
Tokyo Midtown Yaesu est le troisième complexe de gratte-ciels du nouveau secteur « Tokyo Midtown », développé par Mitsui Fudosan dans la région métropolitaine de Tokyo.
La Yaesu Central Tower comprend 45 étages de bureaux, d'hôtels de luxe et de boutiques. La tour à usage mixte s'élève à 240 mètres et est reliée à un centre commercial souterrain adjacent au premier étage du sous-sol. Les 4e et 5e étages sont occupés par des centres d'affaires et des salles de conférence. Les bureaux sont situés aux étages 7 à 38, avec une surface moyenne d'environ 4 000 m2,.
Les six derniers étages abritent le Bulgari Hotel Tokyo, qui représente le premier établissement de l'entreprise italienne au Japon et son huitième en tout. L'hôtel comprend 98 chambres et a été officiellement inauguré le 4 avril 2023,.
Il a été construit pour le coût de 243,8 milliards de yens.

## Occupation et localisation

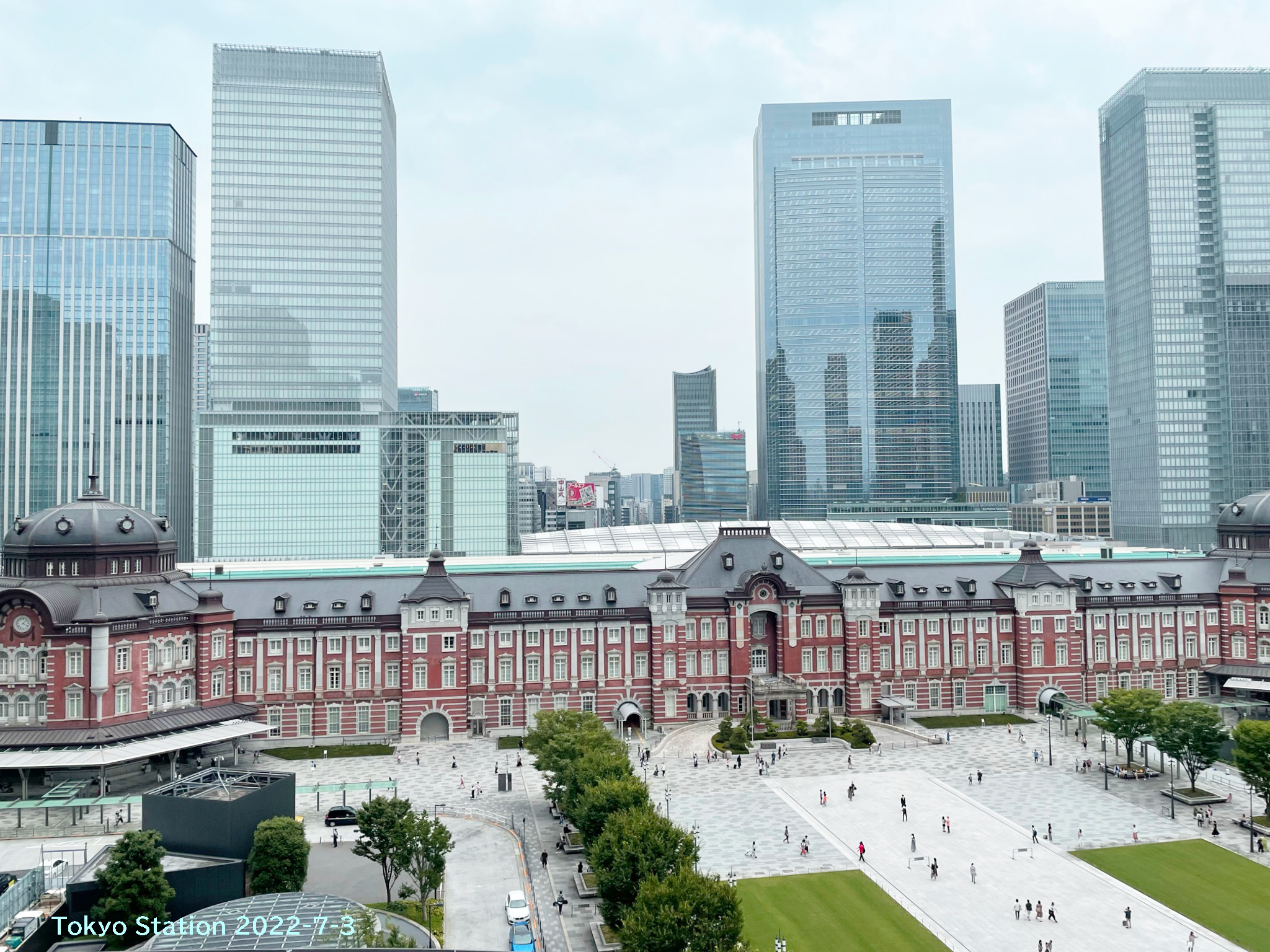
La place de la gare de Tokyo, avec la tour à droite.

L'édifice est situé dans une zone située en face de la sortie Yaesu de la gare de Tokyo, dans le quartier éponyme.
En mai 2022, Mitsui Fudosan a indiqué que la Yaesu Central Tower avait du mal à attirer des locataires de bureaux en raison de la pandémie de COVID-19, précisant que seuls 40 à 50 % des espaces de bureaux avaient été occupés à ce moment-là. Au début du mois de mars 2023, le promoteur a déclaré qu'il avait déjà attiré suffisamment de locataires pour remplir l'ensemble des bureaux.
Parmi les locataires, on compte Daikin Industries Tokyo, JBCC, GLP Japan (en), M&A Capital Partners, Mitsui Chemicals, Sumitomo Life et Bank of Nagoya Tokyo (ja),,,.

## Batiments annexes
Le complexe de Tokyo Midtown Yaesu comprend plusieurs bâtiments en dehors de la tour principale Yaesu Central Tower.

Les autres bâtiments de Tokyo Midtown Yaesu
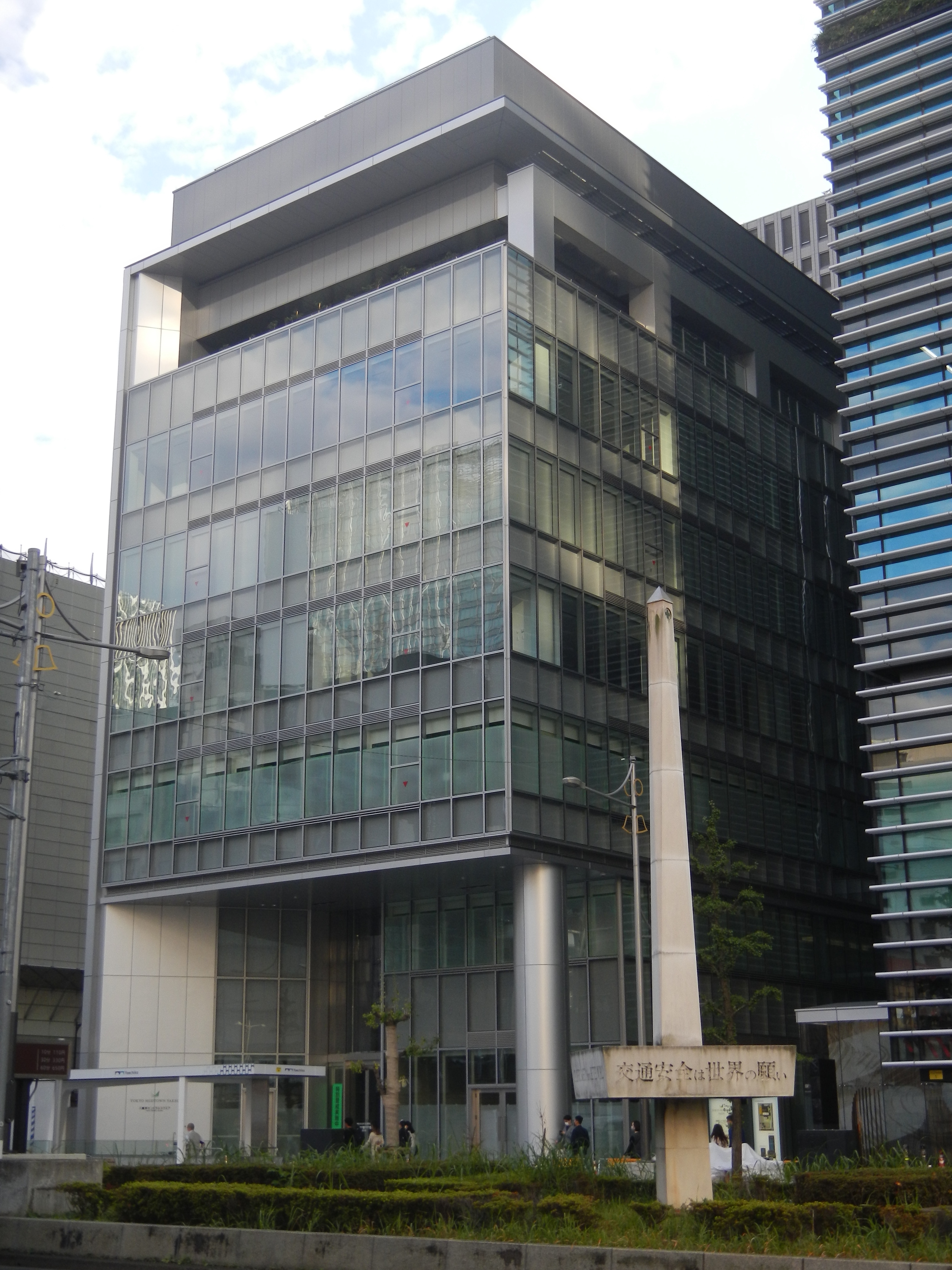
Yaesu Central Square
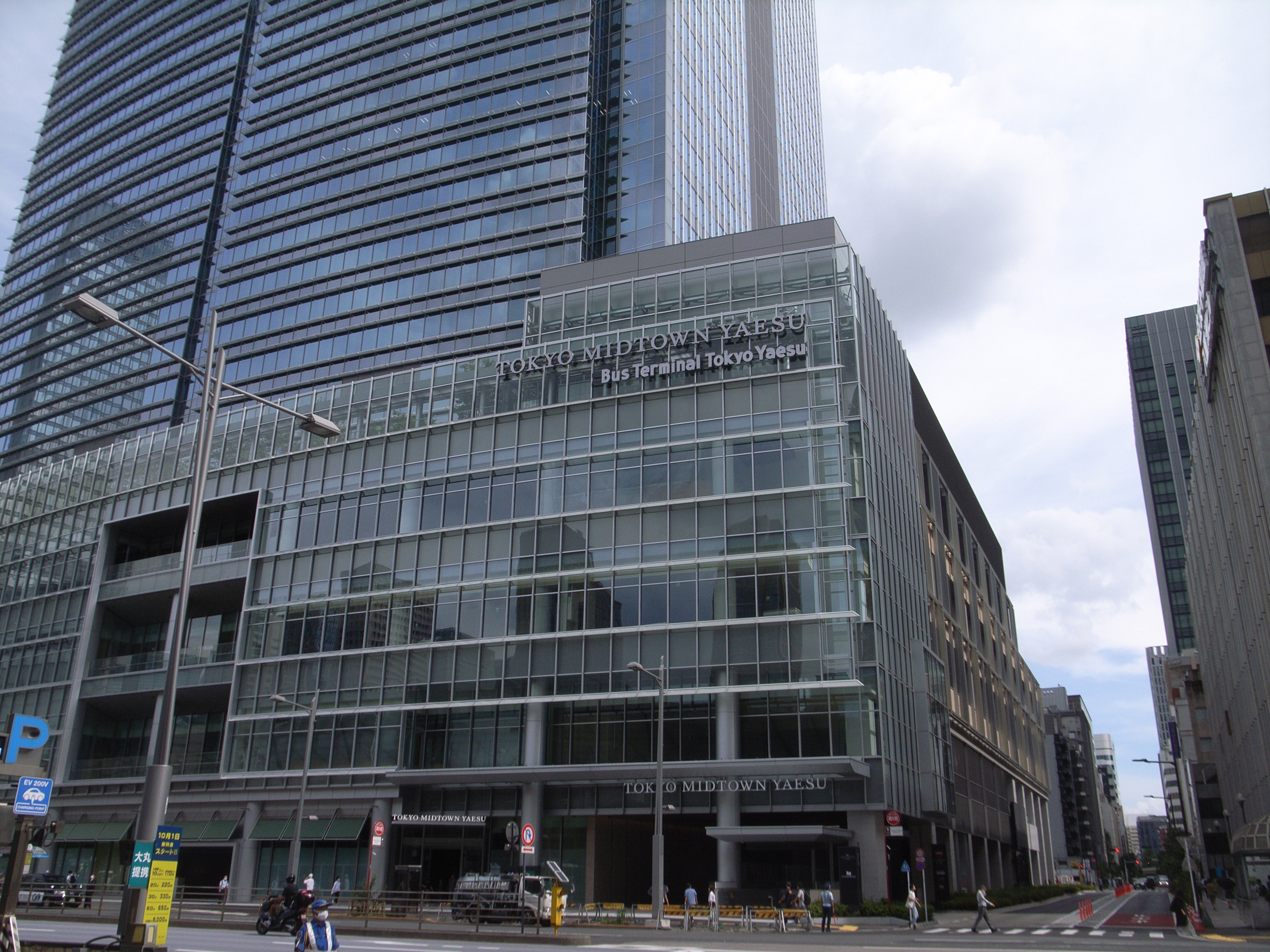
Bus Terminal Tokyo Yaesu
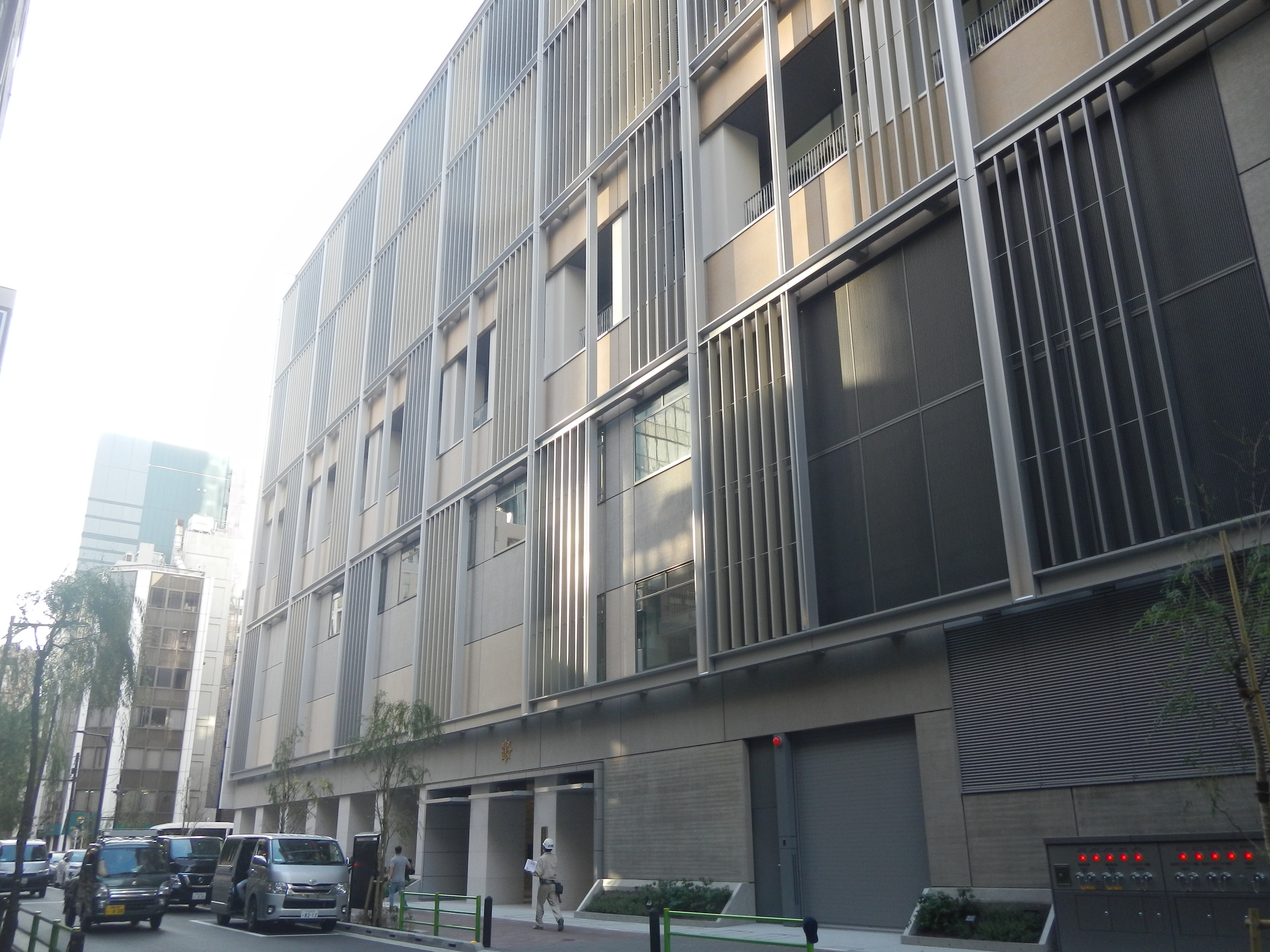
L'école primaire

### Yaesu Central Square
Le Yaesu Central Square mesure 41 mètres de haut se compose de sept étages de deux sous-sols. Il comprend des bureaux, des magasins, des services de garde d'enfants et des parkings.

### Bus Terminal Tokyo Yaesu
Le Bus Terminal Tokyo Yaesu est une importante gare routière adjacente à la Yaesu Central Tower. Il s'agit de la plus grande gare routière du Japon,,.
La première phase du terminal (zone nord) a été développée sur les premier et deuxième étages du sous-sol de la Yaesu Central Tower, et a été inaugurée le 17 septembre 2022. La deuxième phase (zone est) est prévue en 2025, tandis que la troisième phase (zone centrale) en 2028.
À partir de 2023, environ 600 bus y passent chaque jour, dont des bus transpréfectoraux à destination de la péninsule de Bōsō dans la préfecture de Chiba et des bus de nuit à destination des régions du Tōhoku, du Tōkai et du Kansai,.

### École primaire Jōtō
L'école primaire Jōtō (中央区立城東小学校, Chūōkuritsu Jōtō-Shōgakkō) est située aux étages 1 à 4 d'un édifice surplombant la partie sud-est de la Yaesu Central Tower. L'école a ouvert ses portes en septembre 2022 pour coïncider avec le début du second semestre de cette année-là. L'école compte actuellement 170 étudiants répartis dans 6 salles de classe. Il s'agit de la première école primaire publique à être déplacée dans une gratte-ciel au Japon.
Il est prévu d'augmenter le nombre de classes par niveau de un à deux d'ici 2028, ainsi que d'accepter des enfants provenant de l'extérieur du district scolaire.